# أولاد فنان الشرقيين (أولاد فنان)
أولاد فنان الشرقيين هي إحدى مشيخات المملكة المغربية، تتبع جغرافيا لإقليم خريبكة وإداريًا لأولاد فنان. يقدر عدد سكانها بـ 1,913 نسمة حسب الإحصاء الرسمي للسكان والسكنى لسنة 2004.